# Місті Гаймен
Місті Гаймен (англ. Misty Hyman, 23 березня 1979) — американська плавчиня.
Олімпійська чемпіонка 2000 року.
Призерка Чемпіонату світу з водних видів спорту 1998 року.
Чемпіонка світу з плавання на короткій воді 1995 року, призерка 1997 року.
Призерка Пантихоокеанського чемпіонату з плавання 1997 року.